# Paul Williams (voetballer, 1965)
Paul Anthony Williams (Stratford, 16 augustus 1965) is een Engels voormalig profvoetballer die als aanvaller speelde bij onder meer Charlton Athletic, Sheffield Wednesday en Crystal Palace.

## Clubcarrière
Paul Williams werd als amateurvoetballer in 1987 aangeworven door Charlton Athletic. Hij bracht in totaal twee periodes bij de club door: van 1987 tot 1990 en van 1995 tot 1996. Daarin vond Williams 23 maal de weg naar doel. Van 1990 tot 1992 had de spits een contract bij Sheffield Wednesday. Bij deze club won Williams in 1991 de League Cup. Hij speelde de volledige finale mee tegen Manchester United (0–1). Sheffield Wednesday was destijds een tweedeklasser.
In 1991 promoveerde hij overigens met Sheffield naar de Football League First Division, de voorloper van de huidige Premier League. Hij werd daarin derde met de club in zijn laatste seizoen. Leeds United werd kampioen. De aanvaller maakte in zijn periode op Hillsborough 25 competitiedoelpunten. Hij verhuisde in 1992 naar Crystal Palace, dat evenals Wednesday in de nieuwe Premier League mocht uitkomen. Bij Palace werd Williams gehaald als een van de vervangers van de in 1991 naar Arsenal vertrokken Ian Wright, maar bovenal omdat hun andere efficiënte spits, Mark Bright, de omgekeerde beweging maakte van Palace naar Wednesday.
Zijn overstap naar Palace, een ruildeal, werd niet bepaald een succesverhaal. Hij maakte zeven doelpunten uit 46 competitiewedstrijden op Selhurst Park (drie seizoenen). Bovendien was Crystal Palace, met onder anderen aanvoerder Gareth Southgate, Chris Armstrong en John Salako, een van de eerste degradanten van de Premier League. In 1994 keerde men terug. Williams bracht met andere woorden een jaar op het tweede niveau door.
Van 1996 tot 1998 kwam hij nog uit voor de tweedeklassers Southend United en Torquay United.

## Erelijst
| Competitie                    |                     |                     |
| Competitie                    | Aantal              | Jaren               |
| Sheffield Wednesday           | Sheffield Wednesday | Sheffield Wednesday |
| ----------------------------- | ------------------- | ------------------- |
| League Cup                    | 1×                  | 1990/91             |
| Crystal Palace                |                     |                     |
| First Division / Championship | 1×                  | 1993/94             |